# Southborough (Massachusetts)
Pour les articles homonymes, voir Southborough.
Southborough est une ville du Comté de Worcester dans l’État du Massachusetts.
Elle a été incorporée en 1727.
Sa population était de 10 450 habitants en 2020.